# تالولا رايلي
تالولا جين رايلي ميلبورن (بالإنجليزية: Talulah Riley)‏ (مواليد 26 سبتمبر 1985)، والمعروفة مهنيا باسم تالولا رايلي، ممثلة إنجليزية ظهرت في أفلام مثل  برايد آند بريجوديس ،  سانت ترينيان ،  القارب الذي اهزت ،  سانت ترينيان 2: أسطورة ذهب فريتون  و  استهلال (2010).

## روابط خارجية
- تالولا رايلي على موقع IMDb (الإنجليزية)
- تالولا رايلي على موقع ألو سيني (الفرنسية)
- تالولا رايلي على موقع أول موفي (الإنجليزية)
- تالولا رايلي على موقع قاعدة بيانات الأفلام السويدية (السويدية)
- تالولا رايلي على موقع قاعدة بيانات الفيلم (الإنجليزية)
- تالولا رايلي على موقع كينوبويسك (الروسية)